# مروة سلطان
مروة سلطان (مواليد 31 يناير 1983 في القاهرة، مصر) هي رامية أولمبية مصرية، شاركت في الأولمبياد مرة واحدة في دورة 2000 بسيدني، كانت أصغر لاعبة في منافسات الرماية حينها.

## المشاركة الأولمبية

### سيدني 2000
كانت مروة هي أصغر اللاعبين عمرًا في منافسات الرماية في الأولمبياد بعمر 17 عامًا و229 يومًا حينها.
| الحدث              | التصفيات | التصفيات | النهائي  | النهائي  |
| الحدث              | النتيجة  | الترتيب  | النتيجة  | الترتيب  |
| ------------------ | -------- | -------- | -------- | -------- |
| 10 متر بندقية هواء | 376      | 49       | لم تتأهل | لم تتأهل |

## روابط خارجية
- مروة سلطان على موقع أوليمبيديا (الإنجليزية)